# 351-я разведывательная авиационная эскадрилья
351-я разведывательная авиационная эскадрилья (сербохорв. 351. izviđačka avijacijska eskadrila / 351. извиђачка авијацијска ескадрила) — авиационная эскадрилья военно-воздушных сил и войск ПВО СФРЮ. Существовала в 1961—1966 и 1973—1991 годах.

## История
Образована впервые в апреле 1961 года, штаб — военный аэродром Тузла. Входила в состав 103-го разведывательного авиационного полка, была оснащена учебными реактивными самолётами Lockheed RT/IT-33A Shooting Star, предназначенными для ведения воздушной разведки. В 1966 году эскадрилью расформировали, переведя её личный состав в расположение 350-й разведывательной авиационной эскадрильи и предоставив ей соответствующий авиапарк.
Приказом от 29 августа 1973 года 351-я разведывательная авиационная эскадрилья была восстановлена в составе 82-й авиационной бригады на аэродроме Церкле. Её оснастили югославскими лёгкими штурмовиками СОКО J-21 Јастреб (разведывательным вариантом ИJ-21). В 1984 году на вооружение этой эскадрильи поступил первый образец штурмовика СОКО J-22 Орао в разведывательном варианте ИJ-22 — 351-я эскадрилья стала первой обладательницей подобных самолётов, а в 1985 году все модели «Јастреб» были заменены на «Орао».
351-я эскадрилья впервые приняла участие в боях в 1991 году, в Десятидневной войне против Словении и войне в Хорватии. Позже она покинула словенскую авиабазу Церкле и перебралась на авиабазу Желява, будучи прикрепленной к 117-му истребительному авиационному полку. Приказом от 30 августа 1991 года была расформирована: личный состав и авиапарк перешли в состав 352-й разведывательной авиационной эскадрильи.

## В составе
- 103-й разведывательный авиационный полк[англ.] (1961—1966)
- 82-я авиационная / истребительно-бомбардировочная авиационная бригада[англ.] (1973—1978)
- 5-й авиационный корпус[англ.] (1978—1982)
- 82-я авиационная / истребительно-бомбардировочная авиационная бригада[англ.] (1982—1991)

## Аэродромы
- Tuzla Air Base[англ.] (1961—1966)
- Церкле[англ.] (1973—1991)
- Желява (1991)

## Авиапарк
- Lockheed RT/IT-33A Shooting Star (1961—1966)
- СОКО ИJ-21 Јастреб (1973—1985)
- СОКО ИJ-22 Орао (1984—1991)